# Erocha elaeina
Erocha elaeina là một loài bướm đêm trong họ Noctuidae.